# Епархия Эль-Пасо
Епархия Эль-Пасо (лат. Dioecesis Elpasensis) — епархия Римско-Католической церкви в городе Эль-Пасо, штат Техас, США. Епархия Эль-Пасо входит в митрополию Сан-Антонио. Кафедральным собором епархии Эль-Пасо является Собор Святого Патрика.

## История
3 марта 1914 года Святой Престол учредил епархию Эль-Пасо, выделив её из епархий Далласа, Тусона и архиепархии Сан-Антонио.
16 октября 1961 года и 17 августа 1982 года епархия Эль-Пасо передала часть своей территории новым епархиям Сан-Анджело и Лас-Крусеса.

## Ординарии епархии
- священник Джон Джордж Браун[англ.], S.J. (22.01.1915 — 1915) — решение о назначении не вступило в силу
- епископ Энтони Джозеф Шулер[англ.], S.J. (17.06.1915 — 29.11.1942)
- епископ Сидни Мэтью Метцгер[англ.] (29.11.1942 — 17.03.1978)
- епископ Патрисио Фернандес Флорес[англ.] (04.04.1978 — 23.08.1979) — назначен архиепископом Сан-Антонио
- епископ Раймундо Джозеф Пенья[англ.]  (29.04.1980 — 23.05.1994) — назначен епископом Браунсвилла
- епископ Армандо Хавьер Очоа[англ.]  (01.04.1996 — 01.12.2011) — назначен епископом Фресно
- епископ Марк Джозеф Сайтц[англ.] (с 06.05.2013)

## Источник
- Annuario Pontificio, Libreria Editrice Vaticana, Città del Vaticano, 2003, ISBN 88-209-7422-3